# شمغان
شوموغان، شَمغان، شوموغان أو شكّان (𒀭𒄊) كان إلهًا يُعبد في بلاد ما بين النهرين وسوريا القديمة. وكان مرتبطًا بالحيوانات.

## صفاته
شوموغان كان إلهًا راعيًا في بلاد ما بين النهرين. كان مرتبطًا بالحيوانات ذات الأربع أرجل، وخاصة الحمير أو بدلاً من ذلك الأغنام البرية. وفي إيبلا كان مرتبطًا بالبغال. في النصوص الأدبية، كان مكلفًا أيضًا برعاية موائل هذه الحيوانات والنباتات التي تنمو هناك. ومن ألقابه المعروفة "راعي كل شيء". تشمل الألقاب الأخرى "إله الصوف"، "إله حيوانات القطيع"، "إله الحيوانات التي تأكل العشب"، و"إله أماكن السقي". كان يُعتبر مسؤولاً عن الرخاء والخصوبة الزراعية، غالبًا بالتعاون مع آلهة الحبوب (مثل إزينا) وآلهة الجعة (مثل ننكاسي). كما كان يُستخدم اسمه مجازيًا للإشارة إلى حصان من قطيع.
نظرًا لارتباطه بالسافانا، حيث كان يُعتقد أنه يقيم، وعالم الأموات، يظهر أحيانًا في ارتباط مع هذا الأخير. تشمل النصوص التي تُشهد على هذا الارتباط قصيدة "موت جلجامش" وعددًا من التعاويذ.
كانت السمة الرئيسية لشوموغان هي عصا رأسها على شكل خروف. ومن المحتمل أن تكون إحدى سماته الأخرى صوف الأغنام. كان الرقم 14 يُعتبر مرتبطًا به، على الرغم من أنه كان مرتبطًا أيضًا بالإله نرغال.

## عبادته
كان نطاق عبادة شمغان محدودًا في بلاد ما بين النهرين، ومن الاستثناءات مدينة آشور في العصر الحديدي. كان يُعبد هناك في الأورماشتور، "حظيرة الأسود والوحوش البرية"، جنبًا إلى جنب مع الإله أورماه. في الفترات السابقة، وثبت في وثائق من كيش وأور ولغش وفارا. 
تحت اسم شاماگان، كان يُعبد غرب بلاد ما بين النهرين، على سبيل المثال في إيبلا. كان يجراء نوع خاص من التضحية له بواسطة المشرفين على البغال. ويبدو أن مركز عبادته الغربي خلال فترة إيبلا كان settlement ME.NE، التي كانت تتبع مملكة نغار. يُعرف أيضًا ملك من إيبوبو، وهي مدينة شرق حران، يحمل اسمًا ثيوفوريًا هو إيلام-شاماگان، وفقًا لوثيقة تفيد بأنه أقسم الولاء لإيبلا في معبد إله المدينة كورا. ومن الأشخاص الآخرين الذين يحملون أسماء مشابهة والمعروفين من وثائق إيبلا تشمل إيكو-شاماگان، ملك ماري؛ إيرمي-شاماگان، ابن ملك إيريت؛ وبوزور-شاماگان، الذي يُحتمل أن يكون رئيسًا من إيب'al. وكانت مدينة أخرى غربًا حيث ازدهرت عبادة شاماگان هي نابادا. 
استنادًا إلى حقيقة أن عبادة شاماگان كانت شائعة في الكيانات السورية مثل نغار وماري، يقترح ألفونسو آرتشي أنه تطور في البداية في نفس المنطقة، ربما بين المتحدثين بلغة "البروتو-أكادية" الذين أدخلوه إلى جنوب بلاد ما بين النهرين. وفقًا لقائمة الآلهة "أنو شا أملي"، فإن شاماگان يعادل شَرشار، إله البدو السوتيين.

## شركاؤه
كانت زوجة شوموغان إيلاميسي، التي تُعتبر إلهة الصوف، على الرغم من أن فرانس ويغمان يلاحظ أنه على عكس إله زراعي آخر، وهو دوميزي، لم يُصوَّر عادة في سياق رومانسي. كان مرتبطًا أحيانًا مع أوتو/شاماش، إما كابن له (كما هو الحال في قائمة الآلهة "أن = أنوم") أو كخادم له. وفقًا لنقش ختم من لغش، كان مساعده الإلهي (سوكال) هو إيدينموغي (سومري: "هو الذي أَمَّنَ السهول").
في قائمة الآلهة "أن = أنو شا أملي"، يوصف العديد من الآلهة كأبعاد لشوموغان، بما في ذلك مارتو وشَرشار، الذي وُصف بأنه "شوموغان من السوتيين".
في ملحمة جلجامش، وصف إنكيدو الذي لم يكن متحضرًا بعد في إحدى النقاط بأنه "يرتدي ملابس مثل شكان".
في المصادر الحثية، تشير الكتابة التصويرية SUMUQAN (أو GÌR) إلى الإله.

### فهرس
- Archi، Alfonso (2019). "Šamagan and the Mules of Ebla. Syrian Gods in Sumerian Disguise". Between Syria and the Highlands: studies in honor of Giorgio Buccellati & Marilyn Kelly-Buccellati. Rome: Arbor Sapientiae editore. ISBN:978-88-31341-01-1. OCLC:1137837171. مؤرشف من الأصل في 2024-03-13.
- George، Andrew R. (1993). House most high: the temples of ancient Mesopotamia. Winona Lake: Eisenbrauns. ISBN:0-931464-80-3. OCLC:27813103.
- Klinger, Jörg (2013), "Sumuqan B. Bei den Hethitern",  (بالألمانية) {{استشهاد}}: الوسيط |title= غير موجود أو فارغ (help) and الوسيط |تاريخ الوصول بحاجة لـ |مسار= (help)
- Lambert، Wilfred G. (2013). Babylonian creation myths. Winona Lake, Indiana: Eisenbrauns. ISBN:978-1-57506-861-9. OCLC:861537250.
- Wiggermann، Frans A. M. (1998)، "Nergal A. Philological"،  {{استشهاد}}: الوسيط |title= غير موجود أو فارغ (مساعدة) والوسيط |تاريخ الوصول بحاجة لـ |مسار= (مساعدة)
- Wiggermann، Frans A. M. (2010). "The image of Dumuzi. A diachronic analysis". Gazing on the deep: ancient Near Eastern and other studies in honor of Tzvi Abusch. Bethesda: CDL Press. ISBN:978-1-934309-26-1. OCLC:495996749.
- Wiggermann، Frans A. M. (2013)، "Sumuqan A. In Mesopotamien · Sumuqan A. In Mesopotamia"،  {{استشهاد}}: الوسيط |title= غير موجود أو فارغ (مساعدة) والوسيط |تاريخ الوصول بحاجة لـ |مسار= (مساعدة)